# Kim Thụ Nhân
Kim Thụ Nhân (chữ Hán: 金树仁); là tỉnh trưởng Tân Cương từ 1928 đến 1934.
Thời Kim Thụ Nhân làm Tỉnh trưởng, Tân Cương xảy ra Khởi nghĩa Cáp Mật với sự tham gia của người Duy Ngô Nhĩ cùng các sắc dân Đột Quyết khác, cũng như người Hồi. Năm 1934, Kim Thụ Nhân từ chức Tỉnh trưởng Tân Cương, người kế nhiệm ông là Lưu Văn Long.